# Reflexión (sonido)

Reflexión se refiere al fenómeno por el cual una onda se absorbe o regresa.

## Fenómeno
Una onda se refleja ("rebota" al medio del cual proviene) cuando se encuentra con un obstáculo que no puede traspasar ni rodear. Algunos ejemplos de ello son el eco y reverberación.

## Características
- El tamaño del obstáculo y la longitud de onda determinan si una onda rodea el obstáculo o se refleja en la dirección de la que provenía.
- Si el obstáculo es pequeño en relación con la longitud de onda, el sonido lo rodeara (difracción), en cambio, si sucede lo contrario, el sonido se refleja (reflexión).
- Si la onda se refleja, el ángulo de la onda reflejada es igual al ángulo de la onda incidente, de modo que si una onda sonora incide perpendicularmente sobre la superficie reflejante, vuelve sobre sí misma.
- La reflexión no actúa igual sobre las altas frecuencias que sobre las bajas. La longitud de onda de las bajas frecuencias es muy grande (pueden alcanzar los 18 metros), por lo que son capaces de rodear la mayoría de obstáculos; en cambio las altas frecuencias no rodean los obstáculos por lo que se producen sombras detrás de ellos y rebotes en su parte delantera.

## Acústica
En acústica esta propiedad de las ondas es ampliamente conocida y aprovechada. No solo para aislar, sino también para dirigir el sonido hacia el auditorio mediante placas reflectoras (reflectores y tornavoces) a esto se le puede llamar acústica sonora porque cuando el sonido choca contra una pared las ondas sonoras se esparcen por esa pared y por los raíles de la que lo forman, es decir, que cuando choca el sonido contra algo, todo lo demás lo oye y las ondas se esparcen.

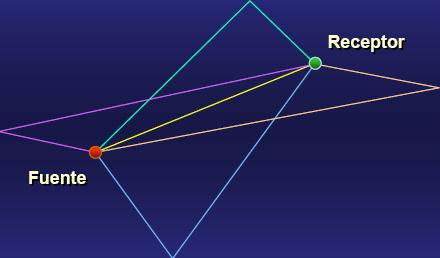
La línea amarilla es el sonido directo, las otras líneas son algunas de las primeras reflexiones.

## Fenómenos relacionados con la reflexión
- Las ondas estacionarias. Una onda estacionaria se produce por la suma de una onda y su onda reflejada sobre un mismo eje. Dependiendo cómo coincidan las fases de la onda incidente y de la reflejada, se producirán modificaciones en el sonido (aumenta la amplitud o disminuye), por lo que el sonido resultante puede resultar desagradable. En determinadas circunstancias, la onda estacionaria puede hacer que la sala entre en resonancia.

- Véase: Onda estacionaria.

- El eco. La señal acústica original se ha extinguido, pero aún no es devuelto el sonido en forma de onda reflejada. El eco se explica porque la onda reflejada nos llega en un tiempo superior al de la persistencia acústica.

El "eco" es un sonido reflejado, el cual para que sea posible escucharlo, se necesita que la fuente sonora se encuentre por lo menos a 17 metros de distancia respecto de un obstáculo donde la onda ha de rebotar. La razón por la cual se necesitan 17 metros es que el oído humano necesita de la décima parte de un segundo para poder distinguir el sonido original y el sonido reflejado (repetido), y considerando que la velocidad del sonido cuando se propaga en el aire a una temperatura de 20 °C es de 340 m/s, donde la décima parte de 340 m es 34 m, resulta por lo tanto que se necesitan 17 metros como mínimo entre la fuente sonora y un obstáculo, porque al sumar 17 m de ida más 17 m de regreso da en total 34 m.
- Véase: Eco.

- La reverberación. Se produce reverberación cuando las ondas reflejadas llegan al oyente antes de la extinción de la onda directa, es decir, en un tiempo menor que el de persistencia acústica del oído.

- Véase: Reverberación.

- El SONAR:  un dispositivo capaz de detectar los sonidos reflejados y medir el tiempo que tardan en regresar.

- Datos: Q3328670